# Junkers Come Here
Junkers Come Here (ユンカース・カム・ヒア, Yunkāsu kamu hia) est un film d'animation japonais de Jun'ichi Satō, d'après une histoire du chanteur-compositeur Naoto Kine, sorti le 18 mars 1995.
Il reçoit le Prix Mainichi du meilleur film d'animation de l'année 1995.

## Synopsis
Junkers Come Here suit l'histoire d'Hiromi Nozawa et de son chien Junkers. Alors qu'Hiromi plonge dans la solitude et la tristesse face au divorce de ses parents, Junkers essaye de la réconforter. En effet, Junkers n'est pas un chien comme les autres : doué de la parole, il lui accorde trois souhaits.

## Fiche technique
Cette fiche technique est établie à partir d'(en) Junkers Come Here (anime) sur Anime News Network et d'IMDb
- Titre original : Junkers Come Here (ユンカース・カム・ヒア, Yunkāsu kamu hia?)
- Réalisation : Junichi Sato
- Histoire : Naoto Kine
- Scénario : Hiroichi Fuse
- Direction artistique : Mariko Kadono
- Musique : Naoto Kine
- Production : Yoshimi Asari, Minoru Takanashi, Kazuo Yokoyama
  - Producteurs exécutifs : Tsuguhiko Kadokawa, Makoto Yamashina
- Sociétés de production : Bandai Visual, Kadokawa Shoten, Triangle Staff
- Sociétés de distribution :
- Pays d'origine :  Japon
- Langue originale : Japonais
- Durée : 100 minutes (1h40)
- Dates de sorties en salles[3] :
  -  Japon : 18 mars 1995

## Doublage
|               | Japonais            | Français |
| ------------- | ------------------- | -------- |
| Hiromi Nozawa | Mei Oshitani        | --       |
| Junkers       | Shinnosuke Furumoto | --       |
| Atsushi       | Daisuke Sugata      | --       |

## Distinctions
1995 : Prix Mainichi du meilleur film d'animation